# Tríada heliopolitana
El culto a la Tríada heliopolitana fue fenicia en esencia, pero los romanos la adoptaron cuando conquistaron la ciudad de Heliópolis, la actual Baalbek, en el valle de Bekaa en el Líbano. 
La deidad fenicia, Hadad se convirtió en Iuppiter Heliopolitanus, Astarté, la gran diosa, se convirtió en Venus Heliopolitana y Adón, el dios de la primavera se convirtió en Mercurio. Los romanos construyeron magníficos templos en honor de la Tríada heliopolitana en la antigua ciudad de Baalbek o Heliópolis, la ciudad del sol, entre los siglos I-III. 
También en Roma existió un templo dedicado a la Tríada heliopolitana en el Janículo, de la época de los Antoninos y que estuvo vigente hasta, al menos, el siglo IV. Exvotos dedicados a su culto también fueron encontrados en la aldea de Bechouat en el Líbano.